# Hieracium subcyaneum
Hieracium subcyaneum là một loài thực vật có hoa trong họ Cúc. Loài này được (W.R.Linton) Pugsley mô tả khoa học đầu tiên năm 1942.